# Župnija Spodnja Idrija
Župnija Spodnja Idrija je rimskokatoliška teritorialna župnija Dekanije Idrija - Cerkno Škofije Koper.

## Sakralni objekti
- - župnijska cerkev
- - podružnica
- - podružnica